# Auguste Reyers
Gildardus Maria Augustus (Auguste) Reyers (Aarschot, 30 augustus 1843 – Schaarbeek, 30 mei 1924) was een Belgische militair en politicus voor de Liberale partij.

## Levensloop
Auguste Reyers was militair. Hij gaf les in de krijgsschool in Brussel. Op het einde van zijn loopbaan was hij luitenant-kolonel bij de generale staf. Hij werd toen benoemd tot officier in de Leopoldsorde.
In zijn geboortestad Aarschot stichtte hij mee het Willemsfonds. Hij verhuisde naar Schaarbeek waar hij erevoorzitter was van het Willemsfonds en de Liberale Toneelmaatschappij De Vereenigde Vlamingen van Schaarbeek.
In 1903 werd hij op antiklerikale kartellijst voor het eerst verkozen tot gemeenteraadslid in Schaarbeek. Eind 1905 werd hij verkozen tot schepen van onderwijs. Begin 1909 werd hij benoemd tot burgemeester. Onder zijn bewind brandde in april 1911 het gemeentehuis af, een ramp waarbij enkele mensen het leven lieten. Hij won later dat jaar met zijn kartel de gemeenteraadsverkiezingen en bleef burgemeester. Hij liet het gemeentehuis terug opbouwen volgens de oorspronkelijke plannen. Hij bleef burgemeester tot na de verkiezingen van 1921.
Het schepencollege van Schaarbeek besliste in 1911 de Militaire Laan te hernoemen naar de Auguste Reyerslaan.